# Gregòria (emperadriu)
Gregòria o Gregòria Anastàsia (? - 650) va ser l'esposa de l'emperador romà d'Orient Constantí III Heracli. El seu marit va regnar només uns mesos, i el seu càrrec d'Emperadriu va ser breu. A la mort de Constantí III, la regència del seu fill Constant II va ser confiada oficialment al patriarca Pau II de Constantinoble. La participació de Gregòria en la regència no es menciona en fonts romanes d'Orient.

## Família
Gregòria era filla de Nicetes, un general romà d'Orient, cosí de l'emperador Heracli. Nicetes havia organitzat una invasió terrestre de l'Egipte romà durant la revolta contra l'usurpador Flavi Focas, cosa que va permetre a Heracli la seva pujada al tron. Després de lluitar contra els representants de l'usurpador, sembla que va obtenir el control de la província l'any 610.
El 5 d'octubre de 610, Heracli va derrocar Focas i es va proclamar emperador. Nicetes va obtenir la categoria de patrici i va ser nomenat Comes Excubitorum, comandant dels Excubitores (la guàrdia personal de l'emperador). Sembla també que va mantenir el control d'Egipte i va participar en la defensa de la província durant la invasió sassànida dirigida per l'emperador Còsroes II. Els sassànides van prendre el control d'Egipte el 618, però Nicetes va aconseguir sobreviure. Aleshores va ser nomenat exarca de l'Exarcat de Cartago, mandat que va mantenir des del 619 fins a la seva mort el 628/629.
L'avi patern de Gregòria era Gregorius, germà d'Heracli el Vell, exarca de l'Exarcat de Cartago amb l'emperador Maurici. Gregorius sembla haver servit sota el comandament del seu germà, però el seu paper no es coneix amb exactitud.

## Emperadriu
Gregòria havia nascut a Pentàpolis Cirenaica, a l'est de l'actual Líbia. Es va prometre amb el seu cosí Constantí III, l'únic fill conegut d'Heracli i de la seva primera esposa, Fàbia Eudòxia. Constantí va ser nomenat coemperador pel seu pare, Heracli, el 22 de gener del 613. El matrimoni de Gregòria i Constantí III va tenir lloc el 629 o el 630. En aquesta data, Constantí III tenia 17 anys, i Gregòria sembla que els mateixos. Gregòria i el seu marit van tenir almenys dos fills. El primer, nascut el 7 de novembre del 630, es convertirà en emperador amb el nom de Constant II. El segon, Teodosi, serà general el 654 i després cònsol honorari el 656, abans de ser executat pel seu germà, Constant II acusat de conspiració el 659 o el 660. Segons diverses fonts, sembla que Gregòria i Constantí III també van tenir una filla, Manian, que les fonts romanes d'Orient anomenen neta d'Heracli i que va ser l'esposa del sobirà persa Isdigerdes III.
Quan Heracli va morir l'11 de febrer de 641, Constantí III es va convertir en emperador. Gregòria va ser nomenada emperadriu. El germanastre de Constantí III, Heraclones va ser nomenat coemperador. El regnat de Constantí III va ser molt breu. Va morir el 24 o 25 de maig del 641, després d'uns pocs mesos de regnat, probablement de tuberculosi. Una revolta a favor de Constant II, el primer fill de Constantí III i Gregòria va provocar la deposició d'Heraclones i de la seva mare Martina al mes de setembre. Constant II es va convertir en emperador únic. El paper de Gregòria durant el regnat del seu fill no es menciona en cap font romana d'Orient.